# Würfelblick

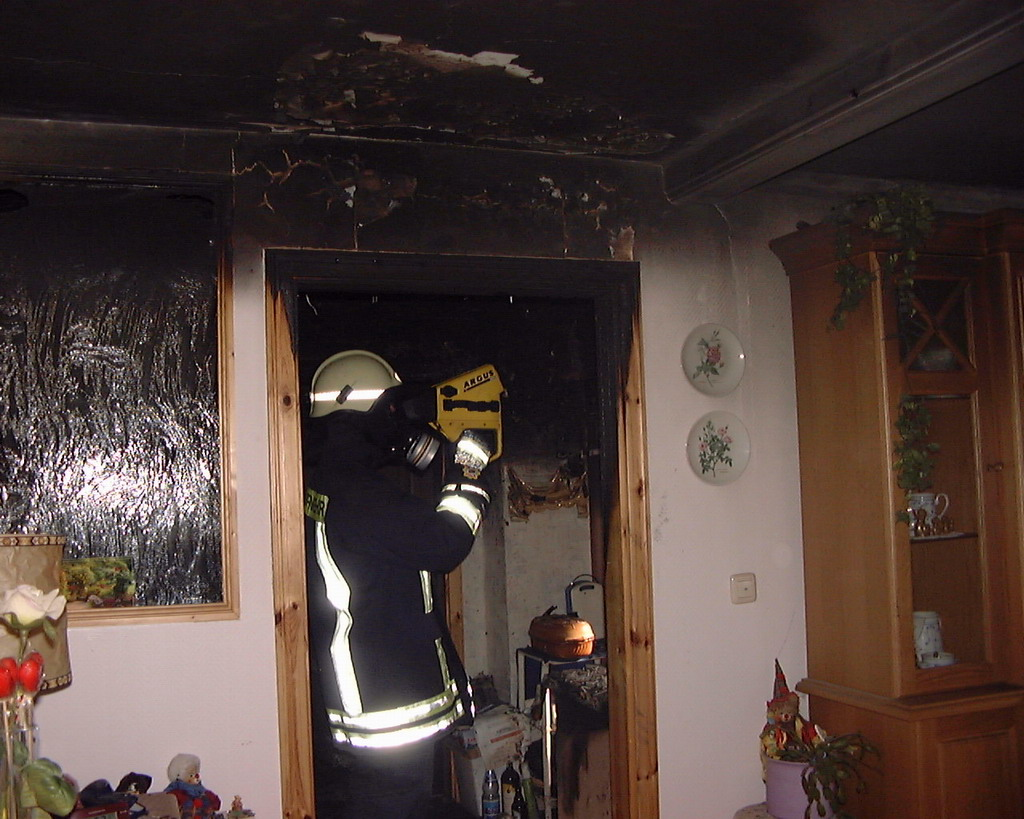
Feuerwehrmann mit Wärmebildkamera

Der Würfelblick ist eine Blicktechnik, die die Feuerwehr, insbesondere der Angriffstrupp unter Atemschutz (Druckluftatmer), anwendet, um einen Raum mit einer Wärmebildkamera wirksam absuchen zu können. Der Blick wird dabei nach oben, unten, rechts, vorn, links und nach hinten gerichtet; es werden also quasi die sechs Seiten eines imaginären „Würfels“ aus dessen Zentrum heraus betrachtet.
Dieser Würfelblick soll gewährleisten, dass keine Personen in den möglicherweise stark verqualmten Gebäuden übersehen werden.
Als Blick-Reihenfolge hat sich dabei Folgendes bewährt:
1. Decke,
2. Boden,
3. Wand rechts,
4. Wand gegenüber,
5. Wand links,
6. Wand, durch die der Raum betreten wurde.[1]

Das Nach-vorn- und Nach-oben-Schauen stellt sicher, dass keine Gefahren für den vorgehenden Trupp auftreten wie zum Beispiel herunterhängende Stromkabel, heiße Brandgase (diese sind mit einer Wärmebildkamera gut zu erkennen)..
Der Blick nach links und rechts dient der Kontrolle von Fluchtwegen, Fenstern, Türen oder ähnlichem.
Das Nach-unten-Sehen dient der Sichtbarmachung von Hindernissen, Abgründen, liegenden Personen usw.
Der abschließende Blick ist der rückwärtige, mit ihm wird der eigene Fluchtweg abgesichert.